# Андон Геров
Андон Пейчев Геров е български агроном и животновъд, професор.

## Биография
Произхожда от рода на Найден Геров в Копривщица. Остава на тримесечна възраст сирак, той от малък работи и учи. През 1922 година завършва гимназия в Копривщица и постъпва като студент в Агрономическия факултет на Софийския университет, при професорите Георги Бончев, Николай Стоянов, Иван Странски, Жельо Ганчев. Дипломната му работа е поместена от професор доктор архимандрит Евтимий Сапунджиев в „Юбилеен сборник по миналото на Копривщица“, тъй като има значение за животновъдството в района. Той определя тревостоя и ботаническия му състав в околностите на града, важни фактори за развитието на животновъдството в селището.

## Професионално развитие
След завършването на Агрономическия факултет на СУ през 1926 г. работи като стажант-агроном в ДЗД „Малка Коньовица“ – Софийско. Успешно приспособява елитно стадо овце внесено от Унгария – порода „Камволмерино“.
През 1928 година Андон е ръководител на секцията по говедовъдство и овцевъдство в държавния завод за добитък „Клементина“ в село Победа. Три години след дипломирането си като агроном отива на специализация в Германия, първо във висшето земеделско училище в гр. Хале, а после Берлин в опитната станция по овцевъдство „Руледорф“ и в Нойщадт, където издава и първия си научен труд. Специализира в периода 1929 – 1931 г.
Като агроном завършва специализацията и се завръща в България. Усилията му са съсредоточени към селекционирането на сиво искърско говедо в млечно-работен месен тип. Научната му дейност продължава и той се явява на конкурс за директор на държавното депо за добитък „Каяборун“ до Ямбол. Тук има относителна самостоятелност, която му дава възможности за нови експерименти. Под неговото ръководство депото се превръща в своеобразно семепроизводно стопанство. В „Каяборун“ е сложено началото на опитно стадо от местната бакъреночервена карнобатска овца, която се разпространява из цялата страна. Там той остава до началото на 1938 година. Работи и като районен инспектор по скотовъдство за района на Плевен, Ловеч, Луковит и Никопол.
Поканен отново на работа в „Клементина“, но като директор, опитният вече специалист съчетава ръководно-административната работа с научната. След многогодишен труд подобрява местното сиво говедо и го превръща в млечно-работен месен тип.
След като участва във втората фаза на Отечествената война е награден с медал и орден за заслуга към Първа българска армия. Когато се завръща от фронта през 1945 г. той е назначен за директор на Централния институт по животновъдство – Стара Загора. Ръководи научен колектив за създаването на порода млечно-месно кафяво говедо, намерила широко приложение в Старозагорски, Сливенски, Бургаски, Ямболски и Хасковски окръг. Приносът му е високо ценен в чужбина. Участник е в международни симпозиуми и конгреси в Унгария, Швейцария, СССР, Египет, ГДР.
Резултатите, постигнати от него с кръстоските на сивото искърско говедо и швейцарското кафяво, показват добро съчетаване на ценните биологични стопански качества на подобряваната порода с породата подобрителка.
Големият принос на учения при създаване породата българско кафяво говедо е разработеният и приложен метод на възпроизводително кръстосване в създадената от него школа от научни сътрудници и селекционери.
Авторско свидетелство от 1982 година, издадено от Института за изобретения и рационализации в България, признава българското кафяво говедо за порода, създадена от колектива на Андон Геров.
Основните проблеми с голямото значение за теорията и практиката на говедовъдството професорът е отразил в 125 научни публикации и пет книги. Геров работи още и по проблемите на машинното доене, на промишлените методи за отглеждане, начините, типовете дажби и нормите на хранене на отделните категории говеда.

## Признание
През май 1998 година председателят на Академията на селскостопанските науки при БАН връчва диплом на професор Геров, с който е удостоен със званието „Почетен доктор на селскостопанските науки“ за изключителни постижения в земеделските науки и производството. Това е първата почетна степен в животновъдството и в системата на селскостопанската академия.
За изключително големите му заслуги в областта на животновъдството е носител на ордени „Народна Република България“ – ІІІ степен, „Червено знаме на труда“ и „Народен орден на труда“ – златен.
Проф. Андон Геров, учен, създател на породата местно кафяво говедо за Южна България на 1 ноември 1999 г. е обявен за почетен гражданин на град Стара Загора